# Kłopoty z facetami
Kłopoty z facetami (ang. Man Trouble) – amerykańska komedia romantyczna z 1992 roku w reżyserii Boba Rafelsona.

## Fabuła
Śpiewaczka operowa Joan Spruance (Ellen Barkin) rozwodzi się. Pewnego razu odkrywa, że ktoś włamał się do jej domu. Przerażona kobieta prosi o pomoc Harry’ego Blissa (Jack Nicholson), właściciela agencji prowadzącej szkolenia psów obronnych. Mężczyzna ma jednak spore kłopoty z zapewnieniem ochrony artystce.

## Obsada
- Jack Nicholson jako Harry Bliss
- Ellen Barkin jako Joan Spruance
- Harry Dean Stanton jako Redmond Layls
- Beverly D’Angelo jako Andy Ellerman
- Michael McKean jako Eddy Revere
- Saul Rubinek jako Laurence Moncreif
- Paul Mazursky jako Lee MacGreevy
- Lauren Tom jako Adele Bliss